# Albert Paul Mantz
Albert Paul Mantz  (Alameda, 2 de agosto de 1903 – Buttercup Valley, Arizona, 8 de julho de 1965) foi um empresário, aviador (piloto de corridas aéreas e acrobacias), ator e duble norte-americano.
Seu interesse pela aviação iniciou-se na adolescência e após ganhar algum dinheiro como motorista de rabecão na pandemia da Gripe espanhola de 1918, iniciou um curso piloto privado e logo em seguida, começou a participar de eventos e shows aéreos.
Em meados da década de 1920, entrou para a escola de aviação do Exército dos Estados Unidos, mas em 1927 foi expulso, por fazer manobras arriscadas.
Ainda na década de 1920, entrou para a "Associated Motion Picture Pilots", uma associação de pilotos, dubles e consultores que prestavam serviços para os estúdios de cinema. 
Sua primeira participação em Hollywood foi no filme The Galloping Ghost, em 1931, e neste meio, tornou-se amigo e consultor para os filmes de Howard Hughes. 
Nas décadas de 1930 e 1940, quando eram famosas as corridas aéreas, Paul participou de várias, inclusive batendo recordes de velocidade, quando logo apos a guerra, tinha em seu poder em P-51 modificado, que contribuiu para estes feitos. 
Na Segunda Guerra Mundial, serviu na First Motion Picture Unit, uma unidade da USAAF que produzia filmes de propagando e treinamento. Ao final da guerra, comprou mais de 430 aeronaves de combate, entre elas, bombardeiros e caças de guerra, criando a "Paul Mantz Air Services" para serem utilizadas em filmes. Grande parte desta frota foi vendida, retornando em um grande lucro para Paul.
Atuando como duble, consultor ou em pequenas participações, trabalhou em documentários e filmes, como: Air Mail, The Adventures of Robin Hood, God Is My Co-Pilot, Twelve O'Clock High, Men with Wings, Search for Paradise, entre outros.
Em julho de 1965, quando trabalhava nas filmagens do longo The Flight of the Phoenix, no deserto do Arizona (em  Buttercup Valley), em uma cena de aterrizagem forçada e deslizamento numa pequena colina, a manobra saiu fora do esperado e no choque com o chão e uma tentativa brusca de aceleração, a aeronave partiu-se ao meio e Paul Mantz teve morte instantânea.
Paul Mantz é detentor dos troféus da Bendix Trophy (uma corrida aérea transcontinental) de 1946, 1947 e 1948.
Em 1992, foi incluído no "Motorsports Hall of Fame of America" (um hall da fama e museu do motorsports) e em 2006, no "International Council of Air Shows Foundation Hall of Fame".